# Капуртхала (княжество)
Княжество Капуртхала (хинди कपूरथला राज्य) — туземное княжество Британской Индии в Пенджабе с одноименной столицей. Княжество управлялось сикхской династией Ахлувалия. Княжество занимало площадь 352 квадратных миль (910 км²). По данным переписи 1901 года, население княжества составляло 314 341 человек, в нем было два города и 167 деревень. В 1930 году Капуртхала стала частью Агентства штатов Пенджаб и присоединилась к Индийскому союзу в 1947 году.
В колониальной Индии княжество Капуртхала было известно своей общинной гармонией, а его сикхский правитель Джагатджит Сингх построил мавританскую мечеть для своих мусульманских подданных. Во время движения за независимость Индии правитель княжества Капуртала выступал против раздела Индии и выступал за создание единой светской страны.

## Происхождение

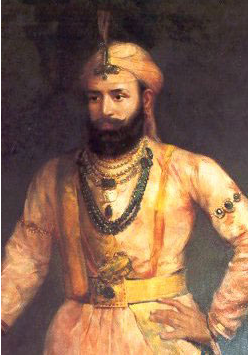
Фатех Сингх Ахлувалия (1784—1837), второй раджа Капуртхалы (1801—1837), кавалер Ордена Индийской империи

Правящая династия Капуртхала берет свое начало в сикхском клане (мисале) Ахлувалия. Записи династии ведут свое происхождение от племени Бхатти из княжества Джайсалмер. После 1530 года их называют Бхатти, а в конечном счете-индуистским божеством Кришной. Согласно этому рассказу, потомок Кришны Гадж построил крепость Гаджни и погиб в битве против объединенной римско-хорасанской армии. Его сын Салибахан основал город Сиалкот и одержал победу над саками в 78 году.
После мусульманского завоевания Пенджаба его потомки переселились в район Джайсалмера, где их стали называть племенем Бхатти. После завоевания Алауддином Халджи Джайсалмера часть племени Бхатти переселилась в район Тарн-Таран, смешавшись с джатами. Постепенно они стали известны как джаты, и в 17 веке они присоединились к армии сикхского гуру Харгобинду. Ганда Сингх из этой семьи совершил набег на Лахор, губернатор которого Дилавар-Хан убедил его присоединиться к лахорской армии и назначил его феодалом Ахлу и некоторых других деревень. Сын Ганды Сингха Садху (или Садхо) Сингх жил в Ахлу, из-за чего семья стала известна как Ахлувалия. Садху Сингх и его четыре сына вступили в брак с семьями Калал, из-за чего семья стала известна как Ахлувалия. Потомки Садху Сингха сына Гопала Сингха (который был дедом Джасы Сингха) основали правящую семью Капуртхалы. Британский администратор Лепель Гриффин (1873) отклонил это сообщение как ложное. Сикхский автор Джан Сингх в своей книге «Тварих Радж Халса» (1894), писал, что семья Ахлувалия приняла кастовую идентичность Калал намного раньше Садху Сингха.
Мисаль (клан) Ахлувалия поднялся на видное место при Джассе Сингхе Ахлувалии (1718—1783), который был первым человеком, использовавшим имя «Ахлувалия». Первоначально известный как Джасса Сингх Ауджла, он называл себя Ахлувалия по имени своей родовой деревни Ахлу. Он считается основателем государства Капуртхала.
Даже после того, как другие сикхские мисали уступили свои территории Сикхской империи Ранджита Сингха, император позволил потомкам Джассы Сингха сохранить свои владения. После того как британцы захватили сикхские территории в 1846 году, потомки Джасы Сингха стали правящей семьей государства Капуртхала.

## Правящая династия Капуртхалы

### Сардары
- 1777 — 20 октября 1783: Джасса Сингх (3 мая 1718 — 20 октября 1783)[11] (b. 1718 — d. 1783)[12], единственный сын Сардара Бадара Сингха Ахлувалии
- 20 октября 1783 — 10 июля 1801: Бхаг Сингх (1747 — 10 июля 1801), сын Бхаи Ладхи Сингха Ахлувалии, преемник предыдущего.

### Раджи
- 10 июля 1801 — 20 октября 1837: Раджа Фатех Сингх Ахлувалия (1784 — 20 октября 1837), единственный сын Бхага Сингха[13][14][15]
- 20 октября 1837 — 13 сентября 1852: Нихал Сингх (10 марта 1817 — 13 сентября 1852), старший сын предыдущего
- 13 сентября 1852 — 12 марта 1861: Рандхир Сингх (26 марта 1831 — 2 апреля 1870)[12], старший сын предыдущего.

### Раджа-и Раджганы
- 12 марта 1861 — 2 апреля 1870: Рандхир Сингх (26 марта 1831 — 2 апреля 1870), старший сын Нихала Сингха.
- 2 апреля 1870 — 3 сентября 1877: Харак Сингх (август 1850 — 3 сентября 1877), старший сын предыдущего
- 3 сентября 1877 — 12 декабря 1911: Джагатджит Сингх (24 ноября 1872 — 19 июня 1949)[12], единственный сын предыдущего.

### Махараджи
- 12 декабря 1911-15 августа 1947: Джагатджит Сингх (24 ноября 1872 — 19 июня 1949)[12], единственный сын Харака Сингха.

## Титулярные махараджи
- 15 августа 1947 — 19 июня 1949: Джагатджит Сингх (24 ноября 1872 — 19 июня 1949), единственный сын Харака Сингха.
- 19 июня 1949 — 19 июля 1955: Парамджит Сингх (19 мая 1892 — 19 июля 1955), старший сын предыдущего
- 19 июля 1955 — настоящее время: Бригадир Сухджит Сингх (род. 15 октября 1934), единственный сын предыдущего.

Вероятным наследником княжеского титула является Тикка Раджа Шатруджит Сингх (род. 27 декабря 1961), старший сын предыдущего.